# Tarbet
Tarbet is een kustdorp in het westen van de Schotse lieutenancy Sutherland in het raadsgebied Highland ten noordoosten van Scourie.
Vanaf Tarbet vertrekt in de zomermaanden een veerboot naar Handa, een eiland dat tevens een reservaat is van de Scottish Wildlife Trust.